# Ramón Freire
Ramón Freire Serrano (Santiago do Chile, 27 de Novembro de 1787 — 9 de Dezembro de 1851) foi um militar e político chileno, exercendo os cargos de Diretor Supremo entre 1823 e 1826, e a presidência do Chile em 1827.
Ramón foi filho de Francisco Antonio Freire y Paz e de Gertrudis Serrano y Arrechea.
Aos 16 anos e depois da morte de seu pai, Freire se dirigiu a Concepción e se ocupou como dependente de uma casa de comércio. Ingressou no exército como cadete em 1811, alistando-se ao esquadrão Dragones de la Frontera. Foi promovido a patente de Tenente em 1813. Participou nas batalhas de Huilquilemu, Talcahuano, El Quillo e El Roble. Tornou-se Capitão, participou da Batalha de Rancagua em 1 e 2 de Outubro de 1814, que significou a derrota das forças patriotas, sendo obrigado a se exilar em Buenos Aires. 
Em Buenos Aires ingressou a esquadra corsária de almirante Brown, que realizou diversas viagens pelo Oceano Pacífico. Em 1815 sofreu um naufrágio em cabo de Hornos, salvando-se com dificuldade. Em 1816 uniu-se ao Exército dos Andes, a mando do general José de San Martín. Este lhe enviou a tomar la cidade de Talca, vencendo com cem homens a  guarnição, em 11 de Fevereiro, na véspera da Batalha de Chacabuco. Em 9 de Março se apoderou de Linares, e sete dias depois ocupa Chillán. Participa no Combate de Gavilán, em Concepción, em 5 de Maio de 1817. 
Em 1823 se declarou ser contra ao governo de Bernardo O'Higgins, e depois depois de dirigir um movimento insurrecional das províncias, O'Higgins se viu obrigado a abdicar o poder em uma junta de três pessoas. A assembléia constituinte o nomeou Diretor e Chefe Supremo suplente do Estado, assumindo a função de forma interina em 4 de Abril de 1823.

## Governo de Freire
Em 12 de Agosto de 1823 formou-se um Congresso Constituinte, que confirmou Freire no poder.  Em 27 de Dezembro de 1823 criou-se uma nova constituição, que teve como autor principal  Juan Egaña. Devido a sua impraticabilidade, nunca suas disposições foram levadas a efeito, até o ponto em que, por sucessivos decretos, foi parcial e quase totalmente anulada.
Durante seu governo sancionou-se a lei que abolia a escravidão no Chile e firmou o decreto supremo que alterava a palavra Patria nos documentos oficiais pelo nome Chile.
Em 14 de Novembro Freire partiu no comando de 2.500 homens para conquistar a Ilha de Chiloé, que se mantinha fiel a Espanha. Depois das batalhas de Pudeto e Bellavista, os realistas se renderam e em 19 de Janeiro firmou-se solenemente no Tratado de Tantauco, onde se incorporou o arquipélago ao território chileno.
Devido a agitação política que encontrou em seu regresso, renunciou ao cargo, sendo eleito Manuel Blanco Encalada como primeiro presidente do Chile.
Foi eleito em um segundo mandato com o título de Presidente da República em 27 de Fevereiro de 1827, mas renunciou em 5 de Maio de 1827.